# Soumaoro Kanté
Soumaoro Kanté (ou Soumaworo ou Soumahoro selon les transcriptions, également appelé Soumaoro Diarrasso) est un Empereur ouest africain ayant régné au XIIIe siècle dans le Royaume de Sosso. Dans l'épopée de Soundiata, dérivée de la vie réelle de Soundiata Keïta, il est le principal adversaire de ce dernier et il est un sorcier doté de puissants pouvoirs.

## Biographie

### Ascendance
Selon la version de Babou Condé et Camara Laye publiée par Laye en 1978, ce personnage était appelé Soumaoro Diarrasso au royaume de Sosso et Soumaoro Kanté chez les Mandénka, habitants du royaume de Manden plus récent. Il descend de la lignée des Diarrisso (les Diarisso chez D.T. Niane) Diarra Diarrasso, le père de Soumaoro, est l'un des deux fils de Kani Diarrasso, avec Bourama Diarrasso. Soumaoro connaît une gestation extraordinaire dans l'épopée : les trois épouses de Diarra Diarrasso, Kaya Touré, Daby Touré et Sansoun Touré, tombent enceintes de lui successivement, chacune pendant trois mois, et lorsque Sansoun Touré accouche de l'enfant, les trois épouses ressentent les douleurs de l'enfantement. L'oncle de Soumaoro, Bourama, a neuf fils, mais aucun ne règne, car Soumaoro s'empare du pouvoir au Sosso.

### Pouvoirs magiques
Dans la version de Mamadou Kouyaté transcrite par Djibril Tamsir Niane en 1960, Soumaoro Kanté succède à son père Sosoe Kemoko sur le trône du royaume de Sosso. Le début de son règne se situerait vers 1200. Soumaoro mène des campagnes contre les petits royaumes voisins. Considéré comme un roi sorcier, doué de pouvoirs magiques, quasi invulnérable, il fait régner la terreur dans toute la région. Dans la version de Camara Laye, Soumaoro possède soixante-trois totems (au lieu d'un seul habituellement), ce qui lui confère un pouvoir colossal, car il pouvait prendre soixante-trois formes différentes. Soumaoro possède aussi un balafon magnifique également doté de pouvoirs magiques. Pendant sa captivité chez Soumaoro, Balla Fasséké, le djeli (griot) de Soundiata Keïta, joue de ce balafon.
Dans la version de Wâ Kamissoko transcrite par Youssouf Tata Cissé, Soumaoro obtient une armée immense et merveilleuse grâce à sa sœur Kangouba Kanté. En effet, Soumaoro tente d'abord d'exercer tous les métiers possibles, mais aucun ne lui réussit. Kangouba part alors à la recherche d'une armée afin que son frère puisse essayer le métier des armes. Elle finit par rencontrer un mâle génie qu'elle suit dans sa famille. Le père du génie lui fait présent d'un fusil en cuivre rouge dont il doit tirer selon des modalités précises afin d'invoquer à lui une armée. C'est cette armée que Soumaoro utilise pour ses premières conquêtes. Cette version donne aussi une vision plus humaine et moins maléfique de Soumaoro : jeune homme, il luttait contre l'esclavage pratiqué par les mansas (rois) sur les populations voisines. Il s'était rendu au Manden afin d'y recruter des alliés dans cette lutte, mais il y avait été en butte au mépris lié à son origine sociale modeste (un forgeron n'étant pas censé vouloir devenir un chef de guerre), ce qui explique sa volonté de vengeance envers le Manden.

### Conquêtes
Dans l'épopée de Soundiata, Soumaoro fortifie Sosso en l'entourant d'une triple enceinte et se fait construire une immense tour de sept étages où il réside entouré de ses fétiches, hors de la vue du commun des mortels, ce qui lui vaut le surnom de roi « intouchable ». Dans plusieurs versions de l'épopée, l'appartement de Soumaoro est tapissé de peaux humaines et renferme les têtes de neuf rois vaincus par Soumaoro. La tour est gardée par plusieurs gardiens magiques : un serpent monstrueux logeant dans un vase sacrificatoire et deux hiboux noirs.
Soumaoro attaque les royaumes voisins les uns après les autres : il conquiert ainsi le royaume du Wagadou, qui dominait auparavant le Sosso, puis le royaume du Diaghan. Il s'attaque ensuite au Manden, où règne alors Dankaran Toumani Keïta, tandis que Soundiata Keïta, exilé, n'a pas encore accédé au trône. Soumaoro exige l'allégeance de Dankaran Touman en menaçant de détruire sa capitale, Niani. Effrayé, Dankaran Toumani prête allégeance à Soumaoro et lui donne en mariage sa sœur Nâna Triban.

### Épouses
L'épopée prête à Soumaoro plus de trois cents épouses (selon la version de Camara Laye).
Peu avant la guerre contre Soundiata Keïta, Soumaoro décide autoritairement de s'approprier la femme du chef de ses armées, Fakoli Koroma. Il s'agit d'un inceste, puisque Soumaoro est le frère de la mère de Fakoli Koroma, Kassia Diarrasso. Dans la version de Camara Laye, l'épouse de Fakoli se nomme Kéléya Kanko et elle dispose de grands pouvoirs magiques : elle est capable, seule, de faire la cuisine plus que les trois cents femmes de Soumaoro, ce qui la rend capable de ravitailler à elle seule toute l'armée de Sosso. Indigné par l'autoritarisme de Soumaoro, Fakoli fait défection et déclare la guerre à Soumaoro : il ne tarde pas à s'allier avec Soundiata.
Dans la version de Camara Laye, Soumaoro ne montre que du mépris pour Fakoli au moment où celui-ci fait défection et il affirme que ses armées seront toujours victorieuses, avec ou sans Fakoli à leur tête. Quelques mois plus tard, au cours de l'ultime poursuite, Fakoli rappelle ironiquement sa déclaration à Soumaoro, qui se dédit alors en bredouillant : « N'Kan-té ! », c'est-à-dire « Je n'ai pas dit... ! » en malinké. Soundiata apostrophe alors son ennemi en le surnommant Soumaoro Kanté. C'est ainsi que cette variante de l'épopée explique l'origine de ce nom de Soumaoro.

### Guerre contre Soundiata
Après avoir attaqué victorieusement le Mandé, Soumaoro est confronté à Soundiata Keïta qui, allié avec les rois malinkés, vient le combattre. Après plusieurs batailles incertaines, Soundiata Keïta vainc Soumaoro Kanté lors de la Bataille de Kirina le 30 avril 1235. Dans l'épopée de Soundiata, Soumaoro est blessé par Soundiata grâce à une flèche munie d'un ergot de coq blanc (la seule arme pouvant l'atteindre) : il s’enfuit, poursuivi par Soundiata, et disparaît dans une faille rocheuse quelque part dans les montagnes de Koulikoro.